# Disnomia (satélite)
Disnomia é o único satélite natural de Éris e o segundo maior que orbita um planeta anão, só atrás de Caronte, a maior lua de Plutão.[carece de fontes?] O nome Disnomia se refere a filha de Éris na mitologia um espírito que personificava a ilegalidade. O satélite aparenta ter uma cor preta como carvão, o que parece estranho, considerando que Éris tem uma cor branca.
Ela foi descoberta em 10 de setembro de 2005 no observatório Keck no Havaí, quando foi observado um ponto fraco de luz perto de UB 313 - atualmente chamado de Éris e na época conhecido como Xena -, que era acreditado ser um satélite natural e foi nomeada de Gabrielle como referência a companheira de Xena na sua série de TV. Não se sabia da existência desse satélite pois a atmosfera da Terra embaça a luz emitida e dificulta a procura de objetos menores, mas isso foi resolvido com um novo sistema instalado ao telescópio que cria uma 'estrela artificial' por atirando um laser e ajuda na detecção de objetos menos brilhantes.
Orbitando com velocidade média de ~619.1 km/h e completando uma órbita a cada 15.786 dias, com a distância média do planeta menor sendo de aproximadamente 37,350 km, com variação de 462 ± 105 km, isso por causa da excentricidade da sua órbita, que é um tanto baixa, sendo menor que 0.004. A orbita da lua foi medida por combinando imagens dos telescópios Hubble e Keck e aplicando a terceira lei de Kepler, essas medidas também nos disseram que Éris é aproximadamente 1.27 vezes mais massiva que Plutão.
Uma das teorias mais aceitas para a formação de Disnomia é uma colisão entre Éris e outro KBO (objeto do cinturão de kuiper), isso foi concluído depois que, de acordo com Micheal Brown "quando [foram testados] modelos de colisão para prever como Plutão e Caronte se formaram, os modelos continuaram produzindo minúsculos satélites, muito menores que Caronte, porém nunca tínhamos visto satélites tão pequenos antes no cinturão de Kuiper. Mas então encontramos uma lua no sistema de Santa [hoje conhecida como Haumea], e então encontramos outra lua circulando Xena [hoje conhecida como Éris], e ambas se parecem muito uma com a outra. Isso nos leva a concluir que os maiores objetos do cinturão de Kuiper podem ter sofrido colisões."